# Michel Pensée
Michel Pensée, kamerunski nogometaš, * 16. junij 1973, Yaoundé, Kamerun.
Za kamerunsko reprezentanco je odigral 7 uradnih tekem.